# Juho Mäkelä (piłkarz)
Juho Mäkelä (ur. 23 czerwca 1983 w Oulu) – fiński piłkarz, grający na pozycji napastnika w AC Oulu.

## Kariera klubowa
Wychowanek OLS Oulu, w którym trenował od 1995 roku. Mäkelä profesjonalną karierę rozpoczął w 2000 roku w klubie Tervarit. Wystąpił w tym klubie w 61 meczach i strzelił 44 bramki w latach 2000–2003. W styczniu 2003 przeniósł się do HJK Helsinki, a w 2005 zdobył tytuł króla strzelców ligi fińskiej. W listopadzie 2005 przebywał na testach w AEK Ateny, a w styczniu 2006 w FC Basel, jednak niedługo później podpisał trzyipółletni kontrakt z Heart of Midlothian. W barwach szkockiego klubu zadebiutował 20 września 2006 roku w meczu przeciwko drużynie Alloa Athletic F.C., wygranym przez jego zespół 4:0, w którym strzelił hat-tricka. W styczniu 2007 przebywał na testach w Greuther Fürth, jednakże miesiąc później trafił do szwajcarskiego FC Thun na wypożyczenie, a w kwietniu 2008 został wypożyczony do HJK Helsinki. W marcu 2009 roku przeniósł się do fińskiej drużyny na zasadzie transferu definitywnego. W 2010 został królem strzelców ligi fińskiej. W grudniu 2010 roku podpisał piętnastomiesięczny kontrakt z Sydney FC. W 2012 wrócił do HJK Helsinki. W styczniu 2013 trafił do SV Sandhausen, a w listopadzie tegoż roku przeszedł do FC Sankt Gallen. W maju 2014 trafił do IFK Mariehamn, jednakże miesiąc później opuścił ten klub, a w sierpniu tegoż roku podpisał kontrakt do końca sezonu z Seinäjoen Jalkapallokerho. W marcu 2015 podpisał długoletni kontrakt z Vaasan Palloseura. W styczniu 2016 podpisał roczny kontrakt z Helsingfors IFK. W marcu 2018 podpisał kontrakt na jeden sezon z PS Kemi, a w marcu 2019 podpisał dwuletni kontrakt z AC Oulu.

## Kariera reprezentacyjna
Młodzieżowy reprezentant Finlandii w kadrach od U-18 do U-21. W reprezentacji Finlandii Mäkelä zadebiutował 3 lutego 2004 roku w meczu przeciwko Chinom.

## Życie osobiste
7 lipca 2012 poślubił Hennę Ylilauri, z którą spotykał się od 2000 roku. Ylilauri w 2004 roku została drugą wicemiss Finlandii.
W młodości trenował lekkoatletykę. Jego starszy brat Janne był płotkarzem. Wujek zawodnika, Seppo Pyykkö również był piłkarzem.